# Pierre de Villiers (évêque de Troyes)
Pour les articles homonymes, voir Pierre de Villiers.
Pierre de Villiers, était un prélat français du XIVe siècle qui fut évêque de Troyes.

## Biographie
Il naquit sous le nom de Pierre Champagne à Villiers-sur-Herbice et entra chez les dominicains de Troyes, où il prit le nom de religion de Pierre de Villiers. Il passa son doctorat de théologie à Paris où il finit par être remarqué par Charles V qui en fit un prédicateur à la cour et son confesseur. Ce roi anoblit son frère Nicolas Champagne et le nomma à l'évêché de Nevers. En 1373, il dédicaça la chapelle du collège de Navarre puis, l’évêché de Troyes devenant vacant, Pierre de Villiers succéda à Jean Braque. Se souvenant de ses professeurs, il dota les dominicains d'une bibliothèque et de nombreux livres, agrandit et embellit leur église et leurs bâtiments.
Il est mort le 12 juin 1377, et repose en l'église des dominicains de Troyes.

## Blason
Son blason porte « d'argent à la bande de sable, chargé de trois lys d'or ».